# Anders Sjöcrona
Carl Anders Ulrik Sjöcrona, född 15 april 1859 i Helsingborg, död 28 oktober 1947 i Uppsala, var en svensk ingenjör.
Anders Sjöcrona var son till översten Cornelius Sjöcrona. Efter examen från Tekniska elementarskolan i Malmö 1879 och studier vid Tekniska högskolan i Aachen 1879–1881 praktiserade Sjöcrona vid verkstäder i England och Sverige till 1884, då han trädde i belgisk kolonialtjänst. Han vistades i Kongo 1884–1887 och byggde därunder bland annat bron över Luluafloden, den första järnbron i landet. En tid var han anställd som transportchef under forskningsresanden Henry Morton Stanleys ledning. Efter att 1887–1890 varit sysselsatt med järnvägsbyggnader i Sverige, återvände Sjöcrona till Kongo för att 1890–1894 leda järnvägsundersökningar där. På återvägen medförde han på belgiska regeringens uppdrag 120 kongoleser till världsutställningen i Bryssel. Efter hemkomsten var han verksam som konsulterande ingenjör i Djursholm, bland annat upprättade han en av de första plankartorna över Djursholm samt utförde som skicklig ritare tomtkartor och ritningar till elinstallationer. 1903 hade han anställning på en ingenjörsbyrå i Johannesburg, Transvaal. Från 1944 var han bosatt i Uppsala.